# Moloma
La Moloma (in russo Молома?) è un fiume della Russia europea orientale, affluente di destra del fiume Vjatka (bacino idrografico della Kama). Scorre negli Oblast' di Vologda e di Kirov.
La sorgente del Moloma si trova al confine tra le due regioni, nella parte nord degli Uvali settentrionali. Scorre in direzione dapprima sud-orientale poi meridionale. Sfocia nella Viatka a 544 km dalla foce, 10 km a monte della città di Kotel'nič. Ha una lunghezza di 419 km, il suo bacino è di 12 700 km². Il maggior affluente è il Volmanga (lungo 95 km) proveniente dalla destra idrografica.
Il fiume non è molto tortuoso, la sua larghezza nei periodi asciutti va da 30-50 a 100 m. La navigazione è possibile solo durante il periodo di piena - in primavera e in autunno - sino a 302 km dalla foce. Il fiume gela da inizio novembre ad aprile.
A pochi chilometri dalla foce, il fiume è attraversato dalla strada federale P176 «Vjatka».